# Pietra Cappa - Pietra Lunga - Pietra Castello
Pietra Cappa - Pietra Lunga - Pietra Castello este o arie protejată (arie specială de conservare — SAC, sit de importanță comunitară — SCI) din Italia întinsă pe o suprafață de 625 ha, integral pe uscat.

## Localizare
Centrul sitului Pietra Cappa - Pietra Lunga - Pietra Castello este situat la coordonatele 38°10′07″N 16°01′49″E / 38.168611°N 16.030278°E.

## Înființare
Situl Pietra Cappa - Pietra Lunga - Pietra Castello a fost declarat sit de importanță comunitară în septembrie 1995 pentru a proteja 9 specii de animale. Situl a fost protejat și ca arie specială de conservare în aprilie 2018.

## Biodiversitate
Situată în ecoregiunea mediteraneană, aria protejată conține 8 habitate naturale: Pante stâncoase calcaroase cu vegetație casmofită, Păduri de Quercus ilex și Quercus rotundifolia, Râuri cu maluri nămoloase cu vegetație de Chenopodion rubri p.p. și Bidention p.p., Pseudostepă cu ierburi și specii anuale de Thero-Brachypodietea, Râuri mediteraneene cu debit intermitent, cu specii de Paspalo-Agrostidion, Păduri de Castanea sativa, Păduri panonice-balcanice de stejar turcesc - stejar sesil, Păduri aluvionare cu Alnus glutinosa și Fraxinus excelsior (Alno-Padion, Alnion incanae, Salicion albae).
La baza desemnării sitului se află mai multe specii protejate:
- păsări (5): acvilă de munte (Aquila chrysaetos), șerpar (Circaetus gallicus), șoim călător (Falco peregrinus), muscar-gulerat (Ficedula albicollis), viespar (Pernis apivorus)
- mamifere (1): lupul (Canis lupus)
- nevertebrate (1): croitorul mare al stejarului (Cerambyx cerdo)
- reptile (2): șarpele cu patru dungi (Elaphe quatuorlineata), țestoasă bănățeană (Testudo hermanni)

Pe lângă speciile protejate, pe teritoriul sitului au mai fost identificate 5 specii de plante, 4 specii de amfibieni, 6 specii de mamifere, 3 specii de nevertebrate, 6 specii de reptile.